# Leo Magnusson
Leo Magnusson, född 4 februari 1998 i Göteborg, är en svensk friidrottare som främst tävlar i hinderlöpning.

## Karriär
Magnusson har ett individuellt SM-brons från 2023 och SM-guld från 2024. Inomhus har han ett SM-silver från 2016 och ett SM-brons från 2024. Den 26 maj 2024 sprang han i Bryssel 3 000 meter hinder på tiden 8.26,08 vilket placerade honom på en åttonde plats i Sverige genom tiderna. Drygt 3 veckor senare, den 15 juni 2024, sprang han under tävlingen Meeting Nikaïa i franska Nice och vann loppet på 8:18.23, vilket istället placerade honom på en sjätteplats i Sverige genom tiderna . Den 8 september 2024 i Zagreb sprang Magnusson 3 000 meter hinder på 8:13.08. En tid som var den tredje snabbaste av en svensk genom tiderna.